# Карирана седефица
Карирана седефица (лат. Brenthis daphne) врста је дневног лептира из потпородице Heliconiinae породице шаренаца (лат. Nymphalidae).

## Опис
Основна боја горње стране крила је тамнонаранџаста. Основна боја тела је браон, дуж бокова има више белих пруга, све тањих што су ближе леђима. Телесни сегменти носе низ светлобраон, незнатно длакавих бодљи. Нешто је крупнија од инове седефице (Brenthis ino), распон крила износи 45-50мм. Ова врста лептира образује једну генерацију годишње. Гусенице у исхрани користе врсте родова Rubus, Viola и др.
Има једну генерацију годишње, и лете у летњим месецима (превасходно у јуну и јулу). Женке полажу јаја на наличје листова биљке хранитељке. Гусенице дневне часове проводе сакривене при тлу, а само повремено се пењу и више спратове ради храњења. Врста презимљава у стадијуму јајета, али је тада већ формирана гусеница првог ступња која чека погодне услове за еклозију.

## Галерија
- Зрела гусеница
- Лутка

## Распрострањење и станиште
Карирана седефица је распрострањена од југозападне Европе преко Русије и централне Азије до Кине и Јапана. Зоогеографска припадност: средњоевропска врста. Код нас је врста која се веома често виђа покрај путева, по купини, бурјану и жбуновима.
- У Србији   присутна
- У Европи   присутна

## Статус угрожености
Према Међународној унији за заштиту природе (IUCN), врста у Европи није угрожена.